# Ra Mi-ran

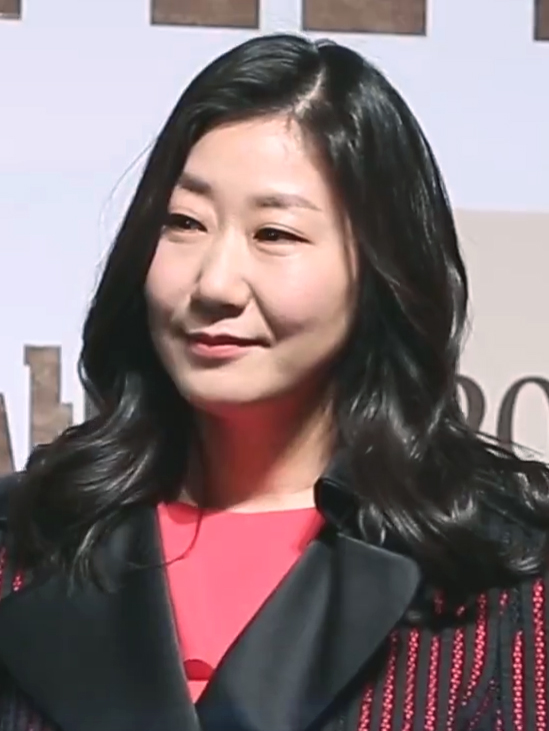
Ra Mi-ran nel 2017

Ra Mi-ran (6 marzo 1975) è un'attrice sudcoreana.

## Biografia
Nata nel 1975, intraprende la carriera di attrice nel 2005. Partecipa a numerose pellicole con il ruolo di protagonista o co-protagonista: nel 2007 a Ma-eulgeumgo yeonsoeseupgyeoksageon, nel 2019 a Naeanui geunom, mentre nel 2020 a Jeongjikhan hubo.

## Filmografia

### Cinema
- Lady Vendetta, regia di Park Chan-wook (2005)
- The Host, regia di Bong Joon-ho (2006)
- Ma-eulgeumgo yeonsoeseupgyeoksageon, regia di Park Sang-joon (2007)
- So-won, regia di Lee Joon-ik (2013)
- Gukjesijang, regia di Yoon je Kyoon (2014)
- Miss Wife, regia di Kang Hyo-Jin (2015)
- High Society, regia di Byun Hyuk (2018)
- Nae-an-ui geunom, regia di Kang Hyo-jin (2019)
- Jeongjikhan hubo, regia di Jang Yu-jeong (2020)

### Televisione
- Cinderella Man (신데렐라 맨?) – serie TV (2009)
- Jjakpae – serie TV, 32 episodi (2011)
- Neoraseo joh-a – serie TV, 117 episodi (2012-2013)
- Jang Ok-jeong, sarang-e salda – serie TV, 4 episodi (2013)
- Manyeo-ui yeon-ae – serie TV, 16 episodi (2014)
- Drama Special – serie TV, 2 episodi (2014-2017)
- Eungdaphara 1988 – serie TV,  20 episodi (2015-2016)
- Dor-awa-yo ajeossi – serie TV, 16 episodi (2016)
- Buam-dong boksujadeul – serie TV, 12 episodi (2017)
- Beauty Inside – serie TV, episodio 1x10 (2018)
- Black Dog – serie TV, 16 episodi(2019-2020)
- Bossam - Unmyeong-eul humchida (보쌈–운명을 훔치다?) – serie TV (2021)
- Una pessima madre ideale (나쁜엄마?, Nappeun eommaLR) – serie TV (2023)
- A Virtuous Business (정숙한 세일즈?, Jeongsukhan se-iljeuLR) – serie TV (2024) – cameo
- Resident Playbook (언젠가는 슬기로울 전공의생활?, Eonjen-ganeun seulgiro-ul jeongong-uisaenghwalLR) – serie TV, episodio 1 (2025)